# Utrecht Terwijde vasútállomás
Utrecht Terwijde vasútállomás vasútállomás Hollandiában, Utrecht városában.

## Vasútvonalak
Az állomást az alábbi vasútvonalak érintik:
- Utrecht–Rotterdam-vasútvonal

## Kapcsolódó állomások
A vasútállomáshoz az alábbi állomások vannak a legközelebb:
- Vleuten vasútállomás
- Utrecht Leidsche Rijn vasútállomás